# Несветаев, Пётр Данилович
Пётр Данилович Несветаев (?—1808) — генерал-майор, герой Кавказской войны.

## Биография
Начал службу рядовым в 1773 году в лейб-гвардии Измайловском полку; выпущенный из него по производстве в офицеры в один из армейских пехотных полков, Несветаев принял участие в войне со Швецией в 1788—1790 гг., был ранен в голову картечью в бою у деревни Старкунес (в 1788 году) и за боевые отличия получил чины секунд- и премьер-майора.
В 1790—1792 гг. Несветаев участвовал в военных действиях в Литве и здесь обратил на себя внимание князя Цицианова, который, пользуясь впоследствии расположением императора Павла I, содействовал быстрому повышению Несветаева. В 1797 году он был произведен в подполковники. 2 октября 1798 года назначен командиром Псковского мушкетёрского полка и 25 октября того же года произведён в полковники. 29 января 1800 года Несветаев был произведён в генерал-майоры и назначен шефом Саратовского мушкетёрского полка.
В 1804 году полк Несветаева был двинут в Грузию, где, по замыслу генерал-фельдмаршала И. В. Гудовича должен был сыграть важную роль в Арпачайском сражении. Несветаев был по служебным делам во Владикавказе, когда вспыхнуло восстание осетин, которые захватили Ларс, Ананур, Дарьяльское ущелье и тем пресекли сношение с Грузией. Цицианов, зная Несветаева, тотчас же отправил его с шестью ротами Казанского пехотного полка для усмирения восставших. Совершив форсированный марш по горам, Несветаев быстро овладел Балтой, Ларсом, Дарьялом, Казбеком и, спустившись через Гудаурский перевал в Грузию, взял Ананур и в несколько дней не только восстановил сообщение по всей Военно-Грузинской дороге, но и очистил от мятежников все боковые ущелья.
Награждённый за эту экспедицию орденом св. Владимира 3-й степени, Несветаев тотчас же обратил внимание Цицианова на смутное положение дел в смежной Шурагельской области, предлагая присоединить её к России. Получив согласие Цицианова, Несветаев быстро занял главный пункт этой области, селение Артик, разбил 3-тысячный отряд войск Эриванского хана у Талыни, занял Эчмиадзин и привёл шурагельцев к присяге на верность России. Взятие Эчмиадзина сопровождалось однако массовыми грабежами Эчмиадзинского собора в апреле 1805 года. Наградой ему был орден св. Георгия 4-й степени (20 июля 1805 года, № 655 по списку Судравского, № 1625 по списку Григоровича — Степанова)
За отличное мужество и храбрость, оказанные во время репресалии на Эриванские селения, учиненной под его начальством, где, невзирая на малочисленность войск отряд составлявших, с примерною отважностью прогонял и разбивал нападавшего неприятеля и утвердил присягою в верности подданства эчмиадзинское духовенство, приведенных армян и прочих военно-пленных.
С открытием персидской кампании 1805 года на Несветаева была возложена оборона Бамбакской и Шурагельской областей. При первом же походе к их границам подстрекаемых персами лезгин Несветаев нанёс им столь решительное поражение, что более они не отваживались беспокоить эти области.
Затем Цицианов поручил Несветаеву сделать экспедицию вглубь Эриванского ханства, чтобы вывести оттуда несколько сотен азербайджанских семейств с ханом Хойским Джафар-Кули, искавшим русского подданства. Выступив 8 ноября 1805 года из Артика, Несветаев углубился в страну, где все селения имели башни и замки и представляли собой небольшие, но крепкие крепостцы. Беря их штурмом одну за другой, Несветаев переправился за Аракс и, овладев укреплениями Асаркс и Хайберклю, дошел до Кары-Оглы, где и встретил Джафар-Кули-хана с 400 азербайджанскими семействами. Обратный зимний поход по горам, занесённым снегом, был очень тяжел, но Несветаев благополучно довел свой отряд и переселенцев до русских владений, причём все время сам шёл пешком, уступив свою верховую лошадь под больных.
В 1807 году, во время войны с Турцией, Несветаеву дан был в командование отряд из пяти батальонов пехоты и четырёх казачьих полков для действий против Карса, имевшего 20-тысячный гарнизон и вооруженного 60 пушками. Подойдя к Карсу, Несветаев произвёл рекогносцировку и 25 марта 1807 года начал штурм этой крепости. Он овладел уже передовыми высотами и ворвался в предместье, когда получил приказание Гудовича отнюдь не предпринимать ничего против самой крепости, а ограничиться занятием Карского пашалыка и прикрытием границы.
Несветаев отступил к Гюмри и здесь его маленький отряд трижды (19 и 30 мая и 5 июня 1807 года) был атакован 20-тысячным корпусом сераскира Юсуфа-паши. Несветаев мужественно отбил все атаки турецкой армии и заставил её отступить. 5 августа 1807 года Несветаев был награждён орденом св. Георгия 3-й степени (№ 163 по кавалерским спискам)
В награду за отличное мужество и храбрость, оказанныя при сражении в селении Гумри, на границе лежащем, посланнаго от Эрзерумского сераскира Юсуфа-Паши 7-ми тысячнаго отборнейшаго ополчения, противу коего, имея только 1900 человек, благоразумными распоряжениями и непоколебимою неустрашимостию удержал стремительность неприятеля и принудил его к отступлению.
В 1808 году Несветаеву приказано было идти под Эривань, но во время приготовлений к походу он заболел и 17 июня 1808 года умер в Караклисе, где и похоронен (из служебных списков исключён 13 августа).
В 1912 году было решено прах Несветаева перенести в Сионский собор в Тифлисе. Также в начале XX века имя Несветаева было присвоено 115-му пехотному Вяземскому полку, унаследовавшему старшинство старого Саратовского полка.
В. А. Потто следующим образом характеризует Несветаева: «Человек одинокий, бескорыстный, простой солдатской жизни, Несветаев был очень любим войсками как за свою решительность, энергию и личное мужество, так и за ту доброту, которая побуждала его отдавать все, что он имел, нуждающимся подчиненным».